# Gegenfluten
Gegenfluten bezeichnet das bewusste Fluten nicht lebensnotwendiger Bereiche eines Schiffes, um eine Krängung zu verringern. 
Hat ein Schiff auf einer Seite starken Wassereinbruch, so kann dieser oft durch Schließen der Schotte begrenzt und das Schiff vorerst vor dem Kentern bewahrt werden. Dennoch kann das Schiff aufgrund der neuen Gewichtsverhältnisse in eine Schräglage geraten, was zum Beispiel durch Verrutschen der Ladung noch verschlimmert werden kann. Flutet man nun bewusst nicht lebensnotwendige Bereiche auf der anderen Seite des Schiffes, so kann der Schräglage entgegengewirkt werden.